# 탐정의 탐정
《탐정의 탐정》(일본어: 探偵の探偵 たんていのたんてい[*])은 마츠오카 케이스케의 추리 소설 시리즈이다.

## 등장인물

### 스마 리서치사
사사키 레나
주인공. 21세.
미네모리 코토하
19세. 히로시마현 쿠레 시 출신.
스마 야스오미
50세 전후.
키리시마 소타
28세.
이네 료코
20대.
도이 슈조
40대.
사에키 유지
20대.

### 가족
사사키 사쿠라
레나의 여동생.
오다 아야네
코토하의 언니.

### 사외 탐정
아비루 요시노리
46세. 아비루 종합 탐정사 사장.
타케우치 유키
타케우치 조사 사무소 사장.

### 경시청
쿠보즈카 유마

반도 시로

후나세 타카시

후지토 토시히사

하세베 노리야스

### 범죄자
오카오 신야
32세.
요도노 에이토

### 관계자
야부키 요코
여의사.

## 텔레비전 드라마
2015년 7월 9일부터 9월 17일까지 후지 TV 목요극장 시간대(매주 목요일 22:00 ~ 22:54, JST)에서 방송된 일본의 텔레비전 드라마이다. 주연은 키타가와 케이코.

### 캐스트
- 사사키 레나 - 키타가와 케이코
- 미네모리 코토하 - 카와구치 하루나
- 쿠보즈카 유마 - 미우라 타카히로
- 키리시마 소타 - DEAN FUJIOKA
- 도이 슈조 - 이토 마사유키
- 사에키 유지 - 롯카쿠 세이지
- 이네 료코 - 타카야마 유코
- 하세베 노리야스 - 시부야 켄토
- 후나세 타카시 - 사카타 마사노부
- 사사키 사쿠라 - 요시네 쿄코
- 반도 시로 - 아이지마 카즈유키
- 오다 아야네 - 나카무라 유리
- 후지토 토시히사 - 사토이 켄타
- 아비루 요시노리 - 유스케 산타마리아
- 야부키 요코 - 타카오카 사키
- 스마 야스오미 - 이우라 아라타

### 스태프
- 원작 - 마츠오카 케이스케
- 각본 - 토쿠나가 유이치
- 프로듀스 - 와타나베 츠네야, 쿠사가야 타이스케
- 음악 - Nima Fakhrara
- 주제가 - 초특급 feat.마티 프리드먼 〈Beautiful Chaser〉
- 연출 - 이시이 유스케, 시나다 슌스케, 모리와키 토모노부
- 제작 - 후지 TV 드라마 제작 센터

### 방송 일자
| 각 화                                                      | 방송일         | 부제                                                         | 연출              | 시청률 |
| ---------------------------------------------------------- | -------------- | ------------------------------------------------------------ | ----------------- | ------ |
| 제1화                                                      | 2015년 7월 9일 | 충격의 문제작이 오늘 밤 해금! 복수 속에 사는 여탐정          | 이시이 유스케     | 11.9%  |
| 제2화                                                      | 7월 16일       | 노려지는 목숨, 폭로되는 비밀                                 | 이시이 유스케     | 7.5%   |
| 제3화                                                      | 7월 23일       | 진범인 나타나다! 암야의 결투!!                               | 시나다 슌스케     | 8.7%   |
| 제4화                                                      | 7월 30일       | 제1장 완결! 불꽃 속의 사투                                   | 이시이 유스케     | 8.7%   |
| 제5화                                                      | 8월 6일        | 신장 개막~새로운 사건 발생! DV 피해자 실종의 수수께끼        | 모리와키 토모노부 | 7.4%   |
| 제6화                                                      | 8월 13일       | 깊어지는 의문…사신에게로 이어지는 열쇠! 만날 리 없는 두 사람 | 시나다 슌스케     | 6.5%   |
| 제7화                                                      | 8월 20일       | 진상 해명! 새벽의 대난투! 사랑스러운 형사에게 바치는 눈물    | 모리와키 토모노부 | 8.2%   |
| 제8화                                                      | 8월 27일       | 최종장 돌입! 반격의 시작                                     | 모리와키 토모노부 | 5.4%   |
| 제9화                                                      | 9월 3일        | 사신으로부터의 도전장! 흑막과 인연의 대결에                  | 이시이 유스케     | 8.3%   |
| 제10화                                                     | 9월 10일       | 모든 종언에! 마침내 판명하는 사신의 정체                     | 시나다 슌스케     | 7.2%   |
| 최종화                                                     | 9월 17일       | 오늘 밤, 마침내 광란의 최종회!                               | 이시이 유스케     | 8.4%   |
| 평균 시청률 8.1% (시청률은 칸토 지구·비디오 리서치사 조사) |                |                                                              |                   |        |

- 첫회 15분 확대.
- 제8화는 90분 지연.
- 제10화는 45분 지연.
- 최종화는 25분 지연.

| 후지 TV 목요극장                          | 후지 TV 목요극장                   | 후지 TV 목요극장                    |
| 이전 작품                                 | 작품명                             | 다음 작품                           |
| ----------------------------------------- | ---------------------------------- | ----------------------------------- |
| 의사들의 연애 사정 (2015.4.9 ~ 2015.6.18) | 탐정의 탐정 (2015.7.9 ~ 2015.9.17) | 어른 여자 (2015.10.15 ~ 2015.12.17) |